# Harald Wohlrapp
Harald Wohlrapp (6 juin 1944, Hildesheim) est un philosophe allemand.

## Biographie
Harald Wohlrapp a fait de 1965 à 1970 des études de linguistique comparée, de psychologie, de
sociologie, de sciences politiques et de philosophie à  Fribourg-en-Brisgau, Paris et
Erlangen. II a obtenu un doctorat de philosophie en 1970 auprès de Paul Lorenzen et
son habilitation à Constance. Depuis 1983 Wohlrapp est professeur de philosophie
à  l’université de Hambourg.

## Théorie de l’argumentation
L’engagement philosophique Wohlrapp est orienté vers l’analyse conceptuelle et la
détermination idéelle du discours argumentatif.
La théorie de l’argumentation n’est pas considérée ici comme un domaine particulier
de la philosophie, mais comme conditionnant la possibilité de philosopher a l’avenir.
Après les avancées de la relativisation au XXe siècle (en particulier de la relativisation
de la signification par le concept du jeu du langage de Ludwig Wittgenstein, de la
relativisation du savoir par le concept de paradigme de Thomas Kuhn et de la
décomposition de la notion de vérité en environ cinq concepts), la philosophie, pour
Wohlrapp, n’a plus à sa disposition, pour continuer d’assurer une pensée
productive, que des arguments, ce qui renvoie à la question fondamentale de savoir
ce que sont des arguments, ce qu’ils peuvent produire, et comment ils peuvent valider
une thèse. Les réponses traditionnelles (déduction logique, figure rhétorique) qui,
pour une large part, continuent de marquer les approches contemporaines de la
théorie de l’argumentation sont insuffisantes pour Harald Wohlrapp: la logique ne
permet que de faire la critique d’une nouvelle thèse, mais non de l’étayer et la
rhétorique est aveugle vis-à-vis des questions de validité.
Wohlrapp, pour sa part, aborde l’argumentation comme une pratique dont
l’objectif est de surmonter les déficits d’orientation par une amélioration probative de
la théorie. Une thèse qui, vis-à-vis du «forum ouvert des arguments», mérite d’être
qualifiée de «non sujette à objection» est utilisable comme «nouvelle orientation»,
Par cette conception, Wohlrapp ouvre une nouvelle perspective dans l’approche
du problème du relativisme. Face à l’alternative entre relativisme et universalisme, il
en appelle à la créativité de la raison. Nous avons la possibilité de mettre en avant
notre propre point de vue et confrontés à d’autres conceptions, de continuer de le
développer de l’intérieur, en direction d’une vision du monde moins limitée. En
l’absence désormais de règles qui s’imposent à tous et auxquelles, en présence de
controverses et de conflits, on pourrait faire référence ii reste toujours possible
d’argumenter, au besoin en établissant soi même des règles.
Se plaçant dans cette perspective d’argumentation philosophique, Wohlrapp
apporte sa contribution dans des domaines comme la communication interculturelle,
les droits de l’homme, le bien-fondé de guerres relevant de l’ingérence humanitaire et
s’intéresse à la relation entre argumentation et foi.

## Œuvres principales
- Der Begriff des Arguments. Über die Beziehungen zwischen Wissen, Forschen, Glaube, Subjektivität und Vernunft. Würzburg: Königshausen u. Neumann, 2008  (ISBN 978-3-8260-3820-4)

- Philosophie als Wissenschaft der Reflexion: systematische Studien zur Dialektik. - Erlangen, Univ., Diss., 1970
- Argumentieren und Handeln: Entwurf einer dialektischen Intercognitionstheorie. - Hamburg, Univ., Habil.-Schr., 1978
- Handlungsforschung. Systematische Überlegungen zu einer dialektischen Handlungstheorie In: Methodenprobleme der Wissenschaften vom gesellschaftlichen Handeln / ed. de Jürgen Mittelstraß. - Frankfurt am Main : Suhrkamp, 1979, S. 122-214
- Wege der Argumentationsforschung. - Stuttgart-Bad Cannstatt (Ed. Harald Wohlrapp) : Frommann-Holzboog, 1995  (ISBN 3772816606)
- Die Suche nach einem transkulturellen Argumentationsbegriff. Resultate und Probleme. In: Horst Steinmann und Andreas Georg Scherer (Ed.): Zwischen Universalismus und Relativismus. Frankfurt am Main: Suhrkamp, 1998  (ISBN 3518289802)
- Krieg für Menschenrechte? Deutsche Zeitschrift für Philosophie 48 (2000) 1, S. 107-132
- Sind Menschenrechte aufrechenbar? In: Georg Meggle (Ed.): Humanitäre Interventionsethik. Was lehrt uns der Kosovo-Krieg? - Paderborn: Mentis, 2004, S. 181-200